# Freix-Anglards

Freix-Anglards este o comună în departamentul Cantal, Franța. În 1 ianuarie 2022 avea o populație de 216 de locuitori.